# Milzano
Milzano ist eine norditalienische Gemeinde (comune) mit 1726 Einwohnern (Stand 31. Dezember 2023) in der Provinz Brescia in der Lombardei. Die Gemeinde liegt etwa 27 Kilometer südlich von Brescia.